# Tsakhiagiyn Elbegdorj
Dans ce nom mongol, le nom de famille, Tsakhiagiyn, précède le nom personnel.
Tsakhiagiyn Elbegdorj ou Elbegdorj Tsakhia (mongol : Цахиагийн Элбэгдорж), né le 30 mars 1963 à Zereg, dans la province de Hovd, est un homme politique mongol. Il est Premier ministre du 20 août 2004 au 13 janvier 2006 et chef de l'État du 18 juin 2009 au 10 juillet 2017.

## Biographie

### Études et carrière politique

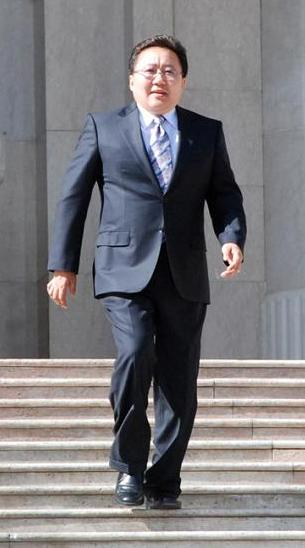
Tsakhiagiyn Elbegdorj en mai 2009.

Elbegdorj suit des études de journaliste en Ukraine, puis aux États-Unis avant de revenir en Mongolie et de faire carrière en politique. Pétri par les idéaux démocratiques américains, il participe au mouvement qui cherche à mettre fin au règne du parti unique (le parti communiste). Elbegdorj est élu au Grand Khoural, le Parlement mongol en 1990, mais démissionne pour protester contre un scandale. Il retrouve son siège en 1996 et devient le chef du Parti national démocratique mongol. Toutefois, il ne peut pas participer au gouvernement, une loi interdisant à un membre du Parlement d'entrer au gouvernement. Une fois cette loi amendée, Elbegdorj est nommé Premier ministre en mars 1998 en tant que chef du plus grand parti de la coalition majoritaire Union démocratique. Il doit présenter sa démission en décembre à la suite d'un scandale bancaire.
À la suite des élections parlementaires d'août 2004, le Parti révolutionnaire du peuple mongol, ancien parti unique, et le Parti national démocratique mongol forment une coalition de gouvernement et Elbegdorj redevient Premier ministre le 20 août.
Début janvier 2006, le PRPM décide de rompre la coalition au pouvoir et retire le 11 janvier ses 10 ministres du gouvernement d'Elbegdorj. Celui-ci évite la motion de défiance du Parlement, en démissionnant le 13 janvier. Le secrétaire général du PRPM Miyeegombo Enkhbold lui succède au poste de Premier ministre le 24 janvier.

### Président

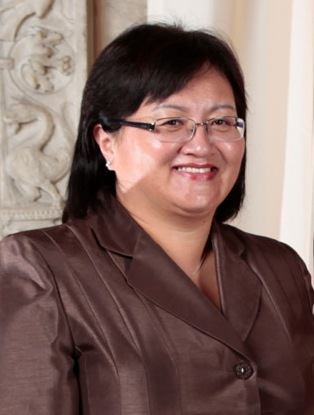
Khajidsuren Bolormaa en septembre 2009.

Le 24 mai 2009, il obtient 51,24 % des voix au premier tour de l'élection présidentielle et défait ainsi le président sortant Nambaryn Enkhbayar, candidat du PRPM, qui ne recueille que 47,44 %.
Elbegdorj décrète en janvier 2010 un moratoire sur la peine de mort.
Le 26 juin 2013, il est réélu à la présidence au premier tour, obtenant 50,23 % contre son principal rival Badmaanyambuugiin Bat-Erdene, candidat du Parti du peuple mongol, qui rassemble 41,97 % des suffrages.

## Vie personnelle
Il est marié avec Khajidsuren Bolormaa, avec laquelle il a quatre fils. Il est en outre le père adoptif de vingt et un enfants orphelins.